# Massimo Del Frate
Massimo Del Frate (Milano, 3 marzo 1959) è un produttore televisivo italiano.

## Biografia
È nato a Milano, dove si è diplomato al Liceo Scientifico Leonardo da Vinci. Si è laureato in Lettere e Filosofia all'Università degli Studi di Pavia, con una tesi in Storia e Critica del Cinema, quindi ha frequentato la Civica Scuola di Cinema Luchino Visconti di Milano.

## Carriera

### Mediaset (1985-2002)
Massimo Del Frate inizia a lavorare nell'industria televisiva nel 1985, occupandosi di programmazione cinematografica per i canali Mediaset Canale 5, Italia 1 e Rete 4.
Nel 1991 diventa il responsabile della programmazione dei contenuti scripted di Canale 5 mentre nel 1998 si occupa della supervisione editoriale delle produzioni originali di fiction di Mediaset.

### Endemol Italia e Endemol Shine Italy (2002-2018)
A giugno del 2002 Massimo Del Frate entra in Endemol Italia con il ruolo di Direttore Fiction. Sotto la sua direzione, il dipartimento fiction di Endemol Italia realizza un gran numero di serie di prima serata multistagionali, film tv, soap opera, sitcom per Rai 1 e Canale 5, diventando uno dei principali operatori italiani nella produzione di contenuti scripted.

### Banijay Studios Italy (dal 2018)
A giugno 2018 Massimo Del Frate assume il ruolo di Head of Drama di Banijay Studios Italy, società di produzione indipendente controllata di Banijay Group, creata con l'obiettivo di realizzare fiction per le emittenti italiane Rai, Mediaset, Sky, e per le piattaforme OTT, nonché progetti di coproduzione internazionale.

## Filmografia

### Serie e film TV di prima serata
- Noi (2004, Mediaset)
- Provaci ancora prof! (2005–2017, 7 stagioni, Rai)
- Questa è la mia terra (2006, Mediaset)
- Il generale Dalla Chiesa (2007, Mediaset)
- Donna detective (2007–2010, 2 seasons, Rai)
- Questa è la mia terra vent'anni dopo (2008, Mediaset)
- Fidati di me (2008, Rai)
- Miacarabefana.it (2009, Rai)
- La ladra (2010, Rai)
- La donna che ritorna (2011, Rai)
- SOS Befana (2011, Rai)
- Un amore e una vendetta (2011, Mediaset)
- Dov'è mia figlia (2011, Mediaset)
- Le tre rose di Eva (2012–2018, 4 stagioni, Mediaset)
- Rosso San Valentino (2013, Rai)
- Madre, aiutami (2014, Rai)
- Un'altra vita (2014, Rai)
- Solo per amore (2015, Mediaset)
- L'allieva (2016 –, 2 stagioni, Rai)
- Sorelle (2017, Rai)
- Scomparsa (2017, Rai)
- Destini incrociati - Solo per amore (2017, Mediaset)
- Sacrificio d'amore (2017-2018, 2 stagioni, Mediaset)
- Luce dei tuoi occhi (2021-2023, 2 stagioni, Mediaset)
- Un professore (2021-2023, 2 stagioni, Rai)
- Lea (2022-2023, 2 stagioni, Rai 1)
- Fosca Innocenti (2022-2023, 2 stagioni, Mediaset)
- Le onde del passato (2025, 1 stagione, Canale 5)
- Costanza, regia di Fabrizio Costa – serie TV (2025)

### Serie e film TV in streaming
- La vita che volevi (2024, Netflix)

### Sitcom
- Don Luca (2000–2003, 2 stagioni, Mediaset)
- Il supermercato (2005, Mediaset)
- Don Luca c'è (2008, Mediaset)
- Così fan tutte (2009–2012, 2 stagioni, Mediaset)

### Soap opera
- Vivere (1999–2008, Mediaset)
- CentoVetrine (2001–2015, Mediaset)